# Заседа у Поповом пољу 6. марта 1944.
Батаљон „Михајло Чузулан” Јужнохерцеговачког НОП одреда 29. херцеговачке дивизије НОВЈ извео је 6. марта 1944. код железничке станице Грмљани у близини Требиња диверзију на прузи, искидавши шине. На уништену пругу наишао је воз који је превозио 3. чету I батаљона 369. немачког пука. Локомотива и први вагон слетели су у језеро, а на трупе у осталим вагонима батаљон је отворио снажну ватру, наневши немачкој јединици тешке губитке. У једносатној борби погинуло је 58 војника 369. дивизије и 3 борца Јужнохерцеговачког одреда.

## Претходне околности
Почев од 20. фебруара 1944. немачки 5. СС корпус вршио је смену јединица: Херцеговину је, на место 7. СС дивизије, требало да запоседне 369. легионарска. У склопу тих померања трупа, I батаљон 369. пука пребачен је маршевима и железничким транспортима из Зенице у Требиње. Капетан Шпорер који је услед премештаја мајора Брукнера командовао батаљоном, описао је тај транспорт:
Након великих подухвата у јануару у области Коњиц-Рама-Јабланица батаљон се око 2. фебруара вратио у Зеницу. Током фебруара био је накаратко поново у Бусовачи, где је одбио неколико напада. Крајем фебруара стигло је наређење о премештају. Маршевали смо преко Кисељака, Хаџића, Тарчина, Иван-седла и Коњица до Мостара, где је био распоређен у три железничка транспорта.
Трећа чета, која је пребацивана другим транспортом 6. марта, наишла је у Поповом пољу на разорену пругу и заседу Јужнохерцеговачког одреда.
Овај одред, који је у том периоду бројао око 400 бораца, развио је интензивну диверзантску активност на комуникацијама у јужној Херцеговини:
- 2. марта 1944. батаљон „Михајло Чузулан” ликвидирао је посаду на мосту код Пољица.
- 3. марта батаљон „Раде Правица” разорио је код станице Диклићи пругу у дужини од око 250 метара и поставио заседу. У 7 часова овде је заустављен војни воз, који је наишао од Дубровника, а батаљон је отворио снажну ватру. Подаци о губицима остали су непознати.
- 3. марта батаљон „Марко Михић” је код села Маслина 3. марта уништио немачки камион који је ушао у његову заседу.
- 6. марта „Михајло Чузулан” искидао је шине код железничке станице Грмљани дочекавши у заседи воз са транспортом војника 369. дивизије[3].

## Ток борбе
Након диверзија на прузи 6. марта у заседу батаљона „Михајло Чузулан” ушао је други железнички транспорт I батаљона 369. пука из Мостара за Требиње. Након наиласка на мину и разорену пругу, воз је заустављен, а заседа га је засула снажном ватром. Преживели су се пробили назад према станици Завала, где су их прихватили делови италијанске фашистичке легије Сан Марко, која је обезбеђивала деоницу према Дубровнику. Ојачан Италијанима, остатак 3. чете 369. пука извео је противнапад, одбацио борце батаљона „Михајло Чузулан” и збринуо погинуле и рањене. Према капетану Шпореру чета је у тој једночасовној борби претрпела губитке од 58 погинулих:
Други транспорт 6. 3. био је нападнут код Завале (на деоници Метковић-Требиње). Воз је наишао на мину, локомотива и први вагон низ стрми насип упали су у језеро (Попово поље, које је, с обзиром на годишње доба, било поплављено). Истовремено, потпуно изненађене и стога неспремне трупе биле су с једне стране засуте јаком митраљеском ватром, а са друге, са стена изнад насипа, ручним бомбама. Забуна је била велика. Људство се повукло назад према станици Завала. Одатле су им прилазили Италијани из легије Сан Марко која је смештена у Равно и треба да обезбеђује деоницу Метковић-Дубровник. Заједно са њима поново су наступили према возу, где је италијански доктор збринуо рањене и где су покопани погинули. Овај напад коштао је батаљон, колико ја знам, 58 мртвих. Два дана касније преостало људство превезено је заједно са трећим транспортом у Требиње. Ту је батаљон остао до почетка октобра, заједно са четницима обезбеђујући то подручје.
Према извештају батаљона „Михајло Чузулан”, Немцима су нанети губици од 118 избачених из строја — погинулих, заробљених и рањених легионара. Заробљено је 10 легионара, а заплењена су 2 митраљеза, 5 аутомата, 15 пиштоља и 40 пушака са великом количином муниције. Уништена је локомотива и 4 вагона, а саобраћај је прекинут за три дана. Батаљон је имао 3 погинула борца.

## Последице
Да би обезбедио смену трупа и комуникације у овој области, изазван овим препадима, штаб 5. СС корпуса прикупљеним трупама покренуо је 13. марта операцију Ватрени ударац (Фојерштос). Нападна група (I батаљон 14. СС пука ојачан кажњеничком и противоклопном четом, и Требињском четничком бригадом) наступила је из Требиња у две нападне колоне према линији Хум-Равно, где су италијанска 49. фашистичка легија и по две чете домобрана и усташа распоређене на запречне положаје у циљу спречавања извлачења партизана. Након тродневних борби са десетоструко слабијим Јужнохерцеговачким НОП одредом, Немци су услед појаве 11. херцеговачке бригаде у залеђу морали прекинути операцију. 17. марта почело је пребацивање 1. батаљона 14. СС пука у Рогатицу.